# People Are Strange
 People Are Strange  (укр. Люди — чужі) — це пісня каліфорнійського гурту «The Doors», яка була видана першим синглом з другого альбому гурту «Strange Days», восени 1967-го року і дістався 12 сходинки у Billboard 100 та шостого місця у сингл-чарті (Cash Box Charts) Канади.
Хоча авторами «People Are Strange» значилися всі музиканти «The Doors», ця композиція була написана Роббі Крігером і Джимом Моррісоном. Пісня з'явилася після того, як Крігер і перебуваючий тоді в стані депресії Моррісон йшли до вершини каньйону Лорел.

## Композиції
Сторона А
1. People Are Strange (2:12)

Сторона Б
1. Unhappy Girl (2:00)

## Кавери
Кавер-версії на «People Are Strange» свого часу, робили такі виконавці як Echo & the Bunnymen та шведська співачка Stina Nordenstam.
Також на своїх концертах цю пісню виконували таві виконавці, як Tori Amos та Evanescence.

## Українська версія
У 2012 році гурт Кам'яний Гість випустив кавер пісні People Are Strange українською мовою. Назву пісні переклали як «Люди дивні».